# أولاد حمدان (أولاد حمدان)
أولاد حمدان هي إحدى مشيخات المملكة المغربية، تتبع جغرافيا لإقليم الجديدة وإداريًا لأولاد حمدان. يقدر عدد سكانها بـ 5787 نسمة حسب الإحصاء الرسمي للسكان والسكنى لسنة 2004.